# Carex luzulina
Carex luzulina Olney es una especie de planta herbácea de la familia de las ciperáceas.

## Hábitat y distribución
Es nativa de América del Norte occidental de Columbia Británica a California, y Wyoming, donde crece en hábitats húmedos como pantanos y praderas de montaña. 

## Descripción
Esta juncia produce densos macizos de tallos de cerca de 90 centímetros de altura máxima.  La inflorescencia está compuesta de unas pocas espigas de flores con escamas de color oscuro.  El fruto está recubierto en un saco llamado perigynium que, generalmente, es de color verde con algunos de color púrpura oscuro.

## Taxonomía
Carex luzulina fue descrita por  Stephen Thayer Olney y publicado en Proceedings of the American Academy of Arts and Sciences 7(2): 395. 1868.
Etimología
Ver: Carex
Variedades
- Carex luzulina var. ablata (L.H.Bailey) F.J.Herm. (1968).
- Carex luzulina var. atropurpurea Dorn (1988).
- Carex luzulina var. luzulina.